# Rolv Ryssdal
Rolv Einar Rasmussen Ryssdal (27 octobre 1914-18 février 1998) est un juge norvégien.

## Biographie
De 1969 à 1984, il est le 16e juge en chef de la Cour suprême. Il est vice-président de la Cour européenne des droits de l’homme de 1981 à 1985 et président de 1985 à 1998.
Il est marié à Signe Marie Stray Ryssdal et père de l'avocat Anders Christian Stray Ryssdal.
Rolv Ryssdal est nommé commandeur avec étoile de l'ordre de Saint-Olaf en 1970. Il est décoré de la grand-croix en 1985. En 1993, il reçoit le prix Fritt Ord.